# Liste der Biografien/Vero
Liste der Biografien |
Portal Biografien |
Personensuche
# |
A |
B |
C |
D |
E |
F |
G |
H |
I |
J |
K |
L |
M |
N |
O |
P |
Q |
R |
S |
T |
U |
V |
W |
X |
Y |
Z |
?
 
Va |
Vd |
Ve |
Vh |
Vi |
Vj |
Vl |
Vn |
Vo |
Vr |
Vs |
Vt |
Vu |
Vy
 
Vea |
Veb |
Vec |
Ved |
Vee |
Veg |
Veh |
Vei |
Vej |
Vek |
Vel |
Vem |
Ven |
Veo |
Veq |
Ver |
Ves |
Vet |
Veu |
Vev |
Vex |
Vey |
Vez
 
Vera |
Verb |
Verc |
Verd |
Vere |
Verf |
Verg |
Verh |
Veri |
Verj |
Verk |
Verl |
Verm |
Vern |
Vero |
Verp |
Verq |
Verr |
Vers |
Vert |
Veru |
Verv |
Verw |
Very |
Verz
Die Liste der Biografien führt alle Personen auf, die in der deutschsprachigen Wikipedia einen Artikel haben. Dieses ist eine Teilliste mit 59 Einträgen von Personen, deren Namen mit den Buchstaben „Vero“ beginnt.

## Vero
- Vero, Gee (* 1971), deutsche Künstlerin

### Veroc
- Verocai, Arthur (* 1945), brasilianischer Musiker, Sänger, Dirigent und Musikproduzent
- Verocai, Giovanni († 1745), italienischer Komponist und Violinist
- Verocay, José Juan (* 1876), uruguayischer Pathologe
- Verőci, Zsuzsa (* 1949), ungarische Schachmeisterin

### Veroe
- Veroes, Yenniver (* 2006), venezolanische Hammerwerferin

### Veroi
- Veroi, Guido (1926–2013), italienischer Bildhauer, Medailleur, Mosaikkünstler und Glasmaler

### Verol
- Verolino, Gennaro (1906–2005), italienischer Kurienerzbischof, Gerechter unter den Völkern
- Verollet, Misha (* 1981), deutscher Musiker und Autor
- Verolme, Hetty E. (1930–2024), Überlebende des Konzentrationslagers Bergen-Belsen und Autorin

### Veron
- Veron Bairros, Danilo (* 1987), brasilianischer Fußballspieler
- Verón, Darío (* 1979), paraguayischer Fußballspieler
- Verón, Eliseo (1935–2014), argentinischer Semiotiker
- Veron, Elmo (1903–1990), US-amerikanischer Filmeditor
- Verón, Francisco (* 1998), argentinischer Boxer
- Veron, Gabriel (* 2002), brasilianischer Fußballspieler
- Veron, John Edward Norwood (* 1945), australischer Meeresbiologe und Taxonom der Steinkorallen
- Verón, Juan Ramón (1944–2025), argentinischer Fußballspieler und -trainer
- Verón, Juan Sebastián (* 1975), argentinischer FußballspielerJuan Sebastián Verón (* 1975)

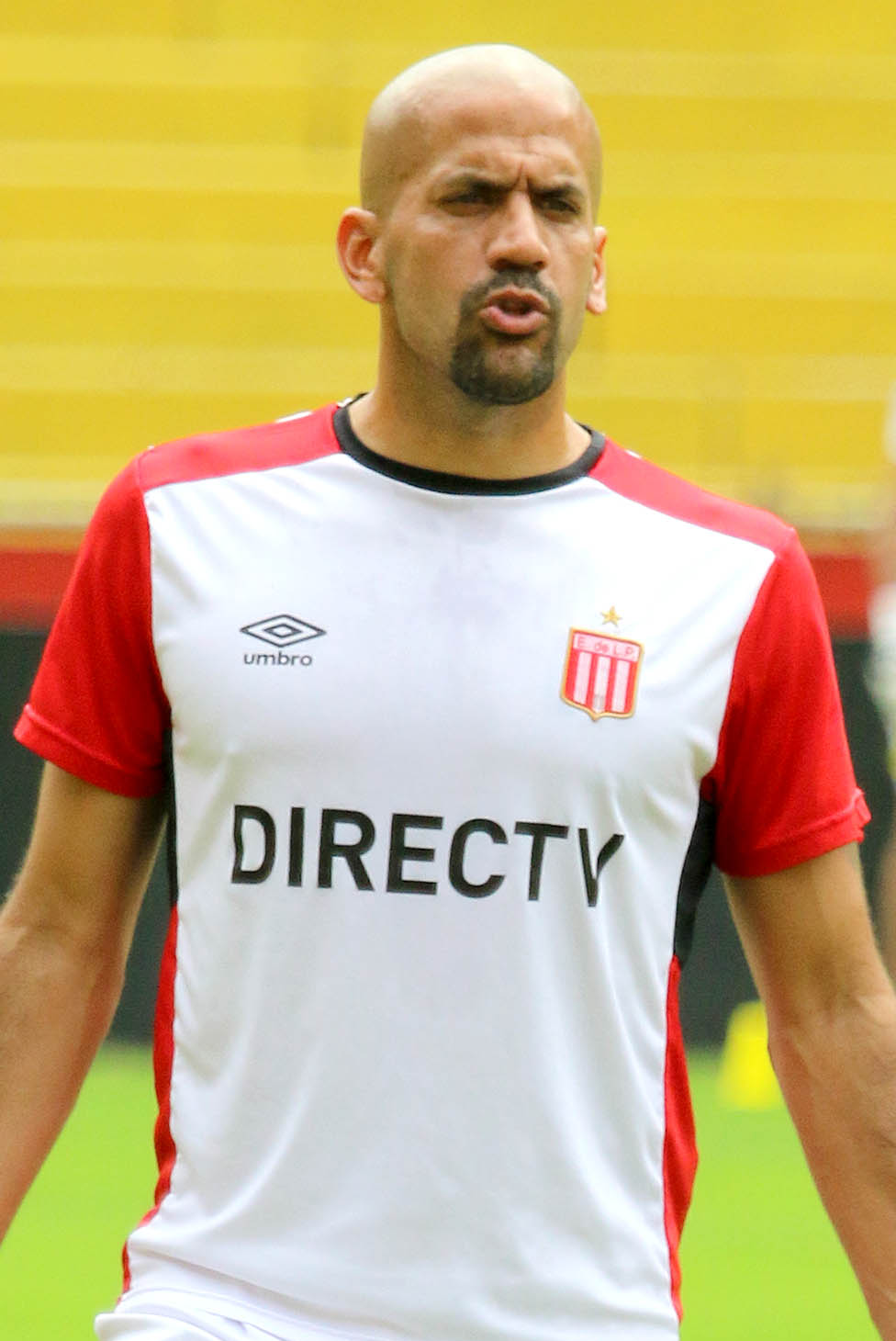
Juan Sebastián Verón (* 1975)

- Véron, Laurent (* 1949), französischer Mathematiker
- Verona, Bartolomeo (1744–1813), italienischer Dekorationsmaler
- Verona, Carlos (* 1992), spanischer Radrennfahrer
- Verona, Joana de (* 1989), portugiesische Schauspielerin
- Verona, Liberale da († 1527), italienischer Maler und Miniaturensammler
- Verona, Niccolò da, franco-venezianischer Dichter
- Verona, Paul (1897–1966), rumänischer Maler
- Verona, Stephen (1940–2019), US-amerikanischer Drehbuchautor, Filmregisseur und Filmproduzent
- Verone, Andrea Remo (* 1972), deutsch-italienischer Schauspieler
- Vérone, Maria (1874–1938), französische Juristin und Frauenrechtlerin
- Veroneg, Simon (* 1987), österreichischer Kameramann
- Veronelli, Diego (* 1979), argentinischer Tennisspieler
- Veronese, Bonifazio († 1553), italienischer Maler
- Veronese, Giuseppe (1854–1917), italienischer Mathematiker
- Veronese, Paolo (1528–1588), italienischer Renaissance-MalerPaolo Veronese (1528–1588)

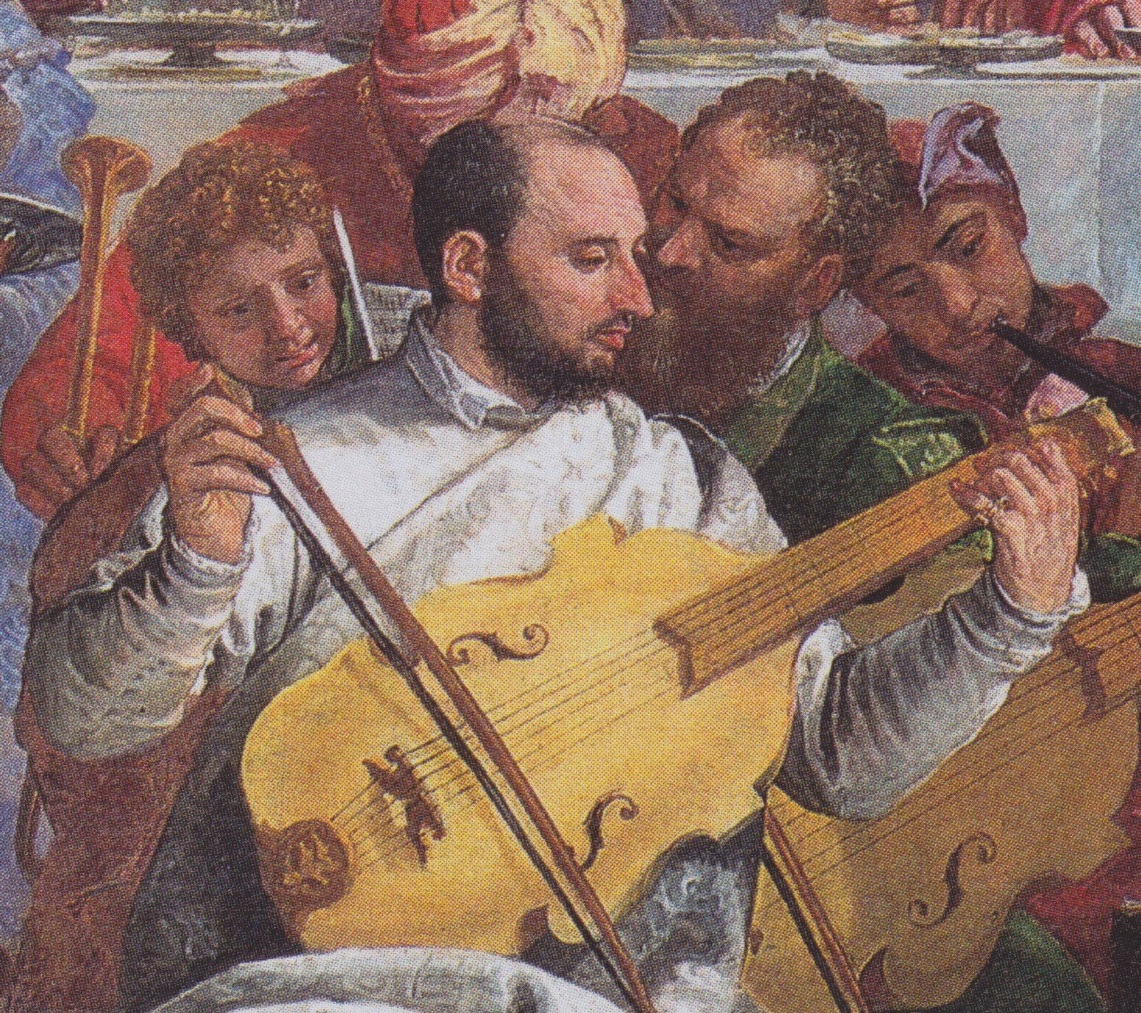
Paolo Veronese (1528–1588)

- Veronese, Riccardo (* 1973), britischer Musiker und Musikjournalist
- Veronese, Vittorino (1910–1986), italienischer Anwalt, Publizist, Hochschullehrer und Generaldirektor der UNESCO
- Veronesi d’Andréa, Palmyro Paulo (1925–2006), brasilianischer Ingenieur und Politiker
- Veronesi, Daniela (* 1972), san-marinesische Radsportlerin
- Veronesi, Luigi (1908–1998), italienischer Fotograf, Filmregisseur, Bühnenbildner, Maler und Zeichner
- Veronesi, Marco (* 1972), deutsch-italienischer Wirtschafts- und Sozialhistoriker
- Veronesi, Sandro (* 1959), italienischer SchriftstellerSandro Veronesi (* 1959)

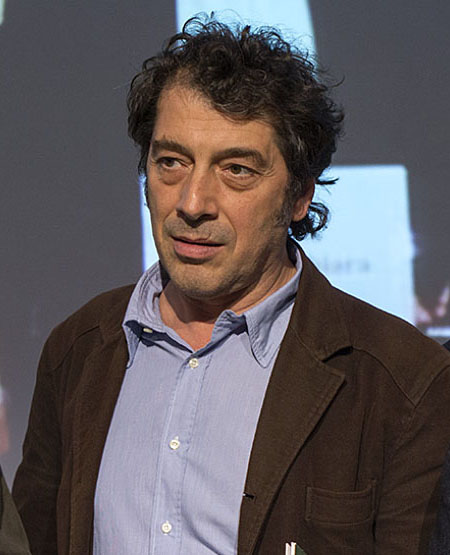
Sandro Veronesi (* 1959)

- Veronesi, Umberto (1925–2016), italienischer Mediziner und Politiker
- Verónica, Virginia (* 1970), argentinische Tangosängerin
- Verônico, Abel (* 1941), brasilianischer Fußballspieler
- Veronika von Mailand († 1497), Klosterfrau und Selige der katholischen Kirche
- Véronneau, Max (* 1995), kanadischer Eishockeyspieler
- Véronnez, Laurent (* 1977), belgischer Musiker und Produzent

### Veros
- Verospi, Fabrizio (1571–1639), italienischer Kardinal
- Verospi, Girolamo (1599–1652), italienischer Kardinal und Bischof
- Verosta, Stephan (1909–1998), österreichischer Völkerrechtler

### Verot
- Verot, Augustin (1805–1876), französischer Ordensgeistlicher, römisch-katholischer Bischof von Saint Augustine
- Verot, Darcy (* 1976), kanadischer Eishockeyspieler

### Verou
- Verougstraete, Norbert (1934–2016), belgischer Radrennfahrer
- Verouli, Anna (* 1956), griechische Speerwerferin

### Verov
- Vérove, François (1962–2021), französischer Serienmörder
- Vérove, Jimmy (* 1970), französischer Basketballspieler
- Verovio, Simone († 1607), italienischer Komponist, Kalligraph, Notenstecher, Verleger und Herausgeber

### Verow
- Verow, Peter (* 1953), englischer Squashspieler
- Verow, Todd (* 1966), US-amerikanischer Filmemacher